# ロールス・ロイス・ファントムI
ファントムI（Phantom I）はロールス・ロイスがシルヴァーゴーストの後継車種として1925年から1931年まで製造した大型高級自動車である。

## 概要
ロールス・ロイスは1906年以来、長年に渡ってシルヴァーゴーストの生産を続け、名声を得てきたが、1920年代に入ると実用速度の上昇や、重い箱形ボディーの一般化に伴い、さすがに第一次世界大戦前の原設計になるシルヴァーゴーストでは出力が不足気味になってきた。圧縮を上げれば滑らかさが失われるため、エンジンを変更することになった。
フレデリック・ヘンリー・ロイスはSOHC、直列8気筒、V型12気筒、スーパーチャージャー付きの小排気量エンジン等各種試作し、最終的にOHVの内径φ108mm×行程140mmの直列6気筒7,668ccに落ち着いた。これはトゥウェンティーのスケールアップとも見られるが、ただし単一ブロックのトゥウェンティーとは違いシルヴァーゴーストと同様3気筒分ずつ鋳造された2個のブロックを使用した。出力は公表されないが、初期型で約90hp、1928年からヘッドが軽合金になった型で約100hpと考えられている。最高速はシルヴァーゴーストを10mph上回る80mphに達し、70mphを容易に維持できた。
シャシはほとんどシルヴァーゴースト後期型と同様のストレートな固定軸式チャンネルフレームで、前車軸が縦置き半楕円リーフスプリング、後輪が1/4カンチレバー・リーフスプリングとトルクチューブドライブの組み合わせであった。ホイールベースは143 1/2inと、150 1/2inの2種。ラジエーターの丈が高くなり、手動式の縦型シャッターが装備された。タイヤには従来よりも太く低圧のバルーン・タイヤが採用された。
ブレーキは1925年にロールス・ロイスが採用したメカニカルサーボシステムによる機械式四輪ドラムブレーキを使用した。当時一部の自動車メーカーが未熟な四輪ブレーキを採用し始めていたが、それらが片効きしたり前輪がロックしたりするトラブルが多かった中、ロールス・ロイスは四輪ブレーキ採用には非常に慎重であったが、このサーボシステムは非常に優秀で、当時の水準では驚くばかりに強力でしかも軽くかつ動作がスムーズであり、一部油圧化などのアップデートは行われたものの1965年にシルヴァークラウドが製造中止になるまでそのまま使用された。ただし非常に調整は困難で、ハンドブックには「ブレーキロッドやロープの長さを変えたりして、ブレーキを調節してはならない。これらの長さは、ブレーキ・ライニングが新品の時から摩耗するまで完全に効くよう、組み立て時に微妙に調整されているからである」とある。
最初から有効なダンパーがつき、シルヴァーゴーストと比較し高速時のロードホールディングが改善された。
ハンドブック通りに整備するには忍耐強い一人の整備士を常勤雇用する必要があるほどの手間がかかる。すなわち500マイル（約800km）ごとに30箇所、1,000マイル（約1,600km）ごとに84箇所、2,000マイル（約3,200km）ごとに29箇所の給油が必要とされているほか、フィルターの清掃、ティストリビューターやポイントの調整、ホイールを外してのスプラインとハブへの給油が必要である。その代わり、ちゃんと整備を続ければ寿命は非常に長い。
1925年5月2日に「ニューファントム」（New Phantom ）の名で発表され、当面シルヴァーゴーストと並行して生産され、シルヴァーゴーストと同価格のシャシのみ£1,850で販売された。1929年ファントムII発売に伴いファントムIと呼ばれるようになった。本国ダービー工場で1929年までに2,212台、ロールス・ロイスUSAのスプリングフィールド工場で1926年から1931年まで1,241台が生産された。

## ジョンケール クーペ
ジョンケール クーペ (Jonckheere Coupe)はファントムIのシャーシをベースに、1935年にジョンケールによって作られたワンオフモデル。資料が火災で消失してしまったため、誰が依頼したのか、また、誰がデザインしたのかは分かっていない。デザインは元のファントムと大きく異なり、流線型のボディになっている。弾丸のような形状のヘッドライトや流れるようなデザインのフェンダー、ルーフから続くテールフィンのほか、4ドアのボディを2ドアに変更。大きなドアを使用し、前後どちらの座席にも乗り込める仕様になっている。また、この車両はロールスロイスのフロントグリルが変更された数少ないファントムIのうちの一つである。1936年にはカンヌコンクール・デレガンスにてPrix d'Honneurを受賞。その後車両はアメリカに渡り、1950年代にレストアが行われた。1991年にはオークションに出品され、日本のコレクターによって約150万ドルで落札された。2001年にアメリカのピーターセン自動車博物館が入手し、大規模な修復が行われた。
- フロント
- サイド